# ノヴァリス
ノヴァリス（Novalis）は、1970年代にドイツで結成されたプログレッシブ・ロック・グループ。最も有名なアルバムは『過ぎ去りし夏の幻影』と『Wer Schmetterlinge lachenhört』である。

## 略歴
1971年、ボーカリストのJürgen WentzelとベーシストのHeino Schünzelが、ハンブルクでバンドメイトを求めて新聞広告を出した。そして、オルガン奏者のLutz RahnとドラマーのHartwig Biereichelが参加することになった。さらにギタリストのCarlo Kargesを加えて一緒に「Mosaik」を結成し、すぐにバンド名をノヴァリスに変更した。1973年にファースト・アルバムをリリースした後、Jürgen Wentzelはグループを去り、Heino Schünzelがボーカルを担当することになった。後にネーナのバック・バンドに参加するCarlo Kargesに代わって、Detlef Jobが加入した。1976年には、オーストリア出身のボーカリスト、Fred Mühlböckがグループに加わった。
最初のアルバムの歌詞は英語で書かれていたが、新しく迎えたプロデューサー、Achim Reichel（元The Rattles）の提案によって、1975年からドイツ語で歌い始めた。グループは彼らと同じ名前であるロマン主義時代の作家、ノヴァーリスの詩を、自身による歌詞と共に作品へと取り入れた。
Fred Mühlböckのパワフルでハキハキした歌声のお陰もあり、グループ最大の成功と国際的な広い認知度が、アルバム『過ぎ去りし夏の幻影』『創生紀』『道化師』によってもたらされた。Lutz Rahnは、1978年にソロ・アルバム『Solo-Trip』をリリースした。
捕鯨をテーマにした1979年のコンセプト・アルバム『深海の天使』からの収益は、世界自然保護基金に寄付された。
1980年代初頭までに起こったノイエ・ドイチェ・ヴェレの到来によって、ノヴァリスはかなり時代遅れに見え出した。グループとして新たな方向性を模索したが、多くのメンバー・チェンジを経て解散した。
彼らの最終アルバムは1985年の『Nach Uns Die Flut』だった。その年のツアーには、ギタリストのGünther Brackmannが同行した。RahnとBiereichelは、1993年にノヴァリス絶頂期のライブ録音をCDとしてまとめた。

## ディスコグラフィ

### スタジオ・アルバム
- 『追放された橋』 - Banished Bridge (1973年)
- 『銀河飛行』 - Novalis (1975年)
- 『過ぎ去りし夏の幻影』 - Sommerabend (1976年)
- 『創生紀』 - Brandung (1977年)
- 『道化師』 - Vielleicht bist du ein Clown? (1978年) ※旧邦題『夢譚』
- 『深海の天使』 - Flossenengel (1979年) ※旧邦題『凍てついた天使』
- 『時の交差』 - Augenblicke (1981年)
- Neumond (1982年)
- Sterntaucher (1983年)
- 『ブーメラン』 - Bumerang (1984年)
- Nach uns die Flut (1985年)

### ライブ・アルバム
- 『コンチェルト』 - Konzerte (1977年) ※旧邦題『LIVE!』
- Novalis lebt! (1993年) ※ライブ・コンピレーション
- 『最後のコンサート 1984』 - Letztes Konzert 1984 (2009年)

### コンピレーション・アルバム
- Wer Schmetterlinge lachen hört (1978年)
- Sonnenwende (1978年)
- Visionen (1982年)
- Flossenengel (1995年)[1]